# Cataglyphis gracilens
Cataglyphis gracilens é uma espécie de inseto do gênero Cataglyphis, pertencente à família Formicidae.